# Mokrijevo
Mokrijevo (macedónul: Мокриево) település Észak-Macedóniában, a Délkeleti körzetben, a Novo Szelo-i járásban.

## Népesség
| Lakosok száma | 1495 | 1640 | 1381 | 1471 | 1497 | 1484 | 1324 | 1211 | 678  |
|               | 1948 | 1953 | 1961 | 1971 | 1981 | 1991 | 1994 | 2002 | 2021 |

- 2002-ben 1211 lakosa volt, akik közül 1204 macedón, 3 szerb és 4 egyéb.